# Chionodes abdominella
Chionodes abdominella är en fjärilsart som beskrevs av August Busck 1903. Chionodes abdominella ingår i släktet Chionodes och familjen stävmalar. Inga underarter finns listade i Catalogue of Life.